# Łomża (Landgemeinde)
Die gmina wiejska Łomża ist eine selbständige Landgemeinde in Polen im Powiat Łomżyński in der Woiwodschaft Podlachien. Ihr Sitz befindet sich in der kreisfreien Stadt Łomża.

## Geografie

### Geografische Lage

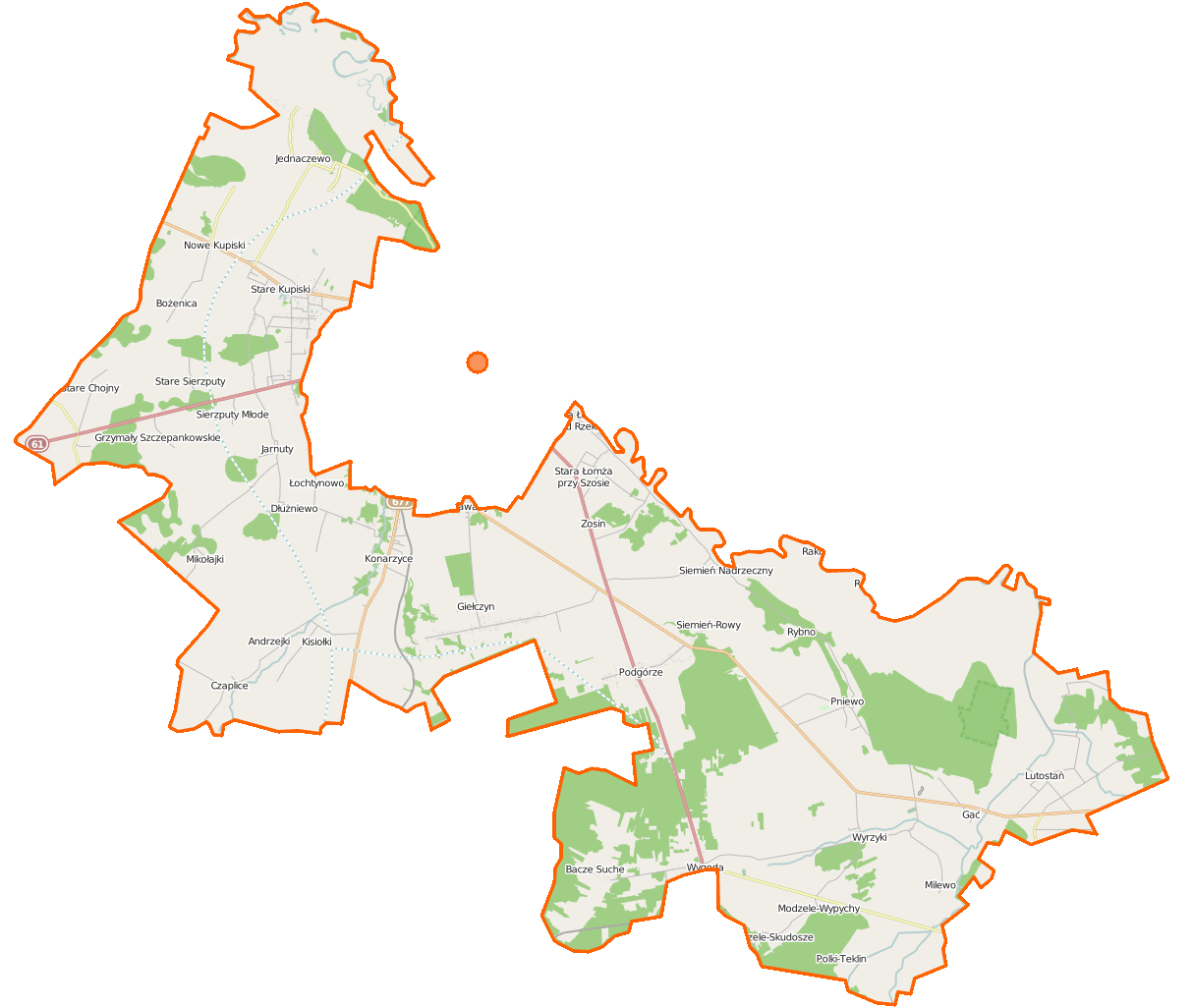
Karte der Gmina

Lage der Gmina im Powiat Łomżyński

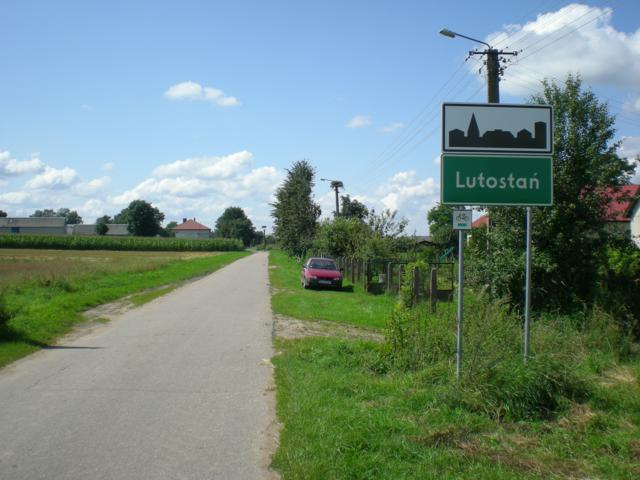
Landschaft bei Lutostań

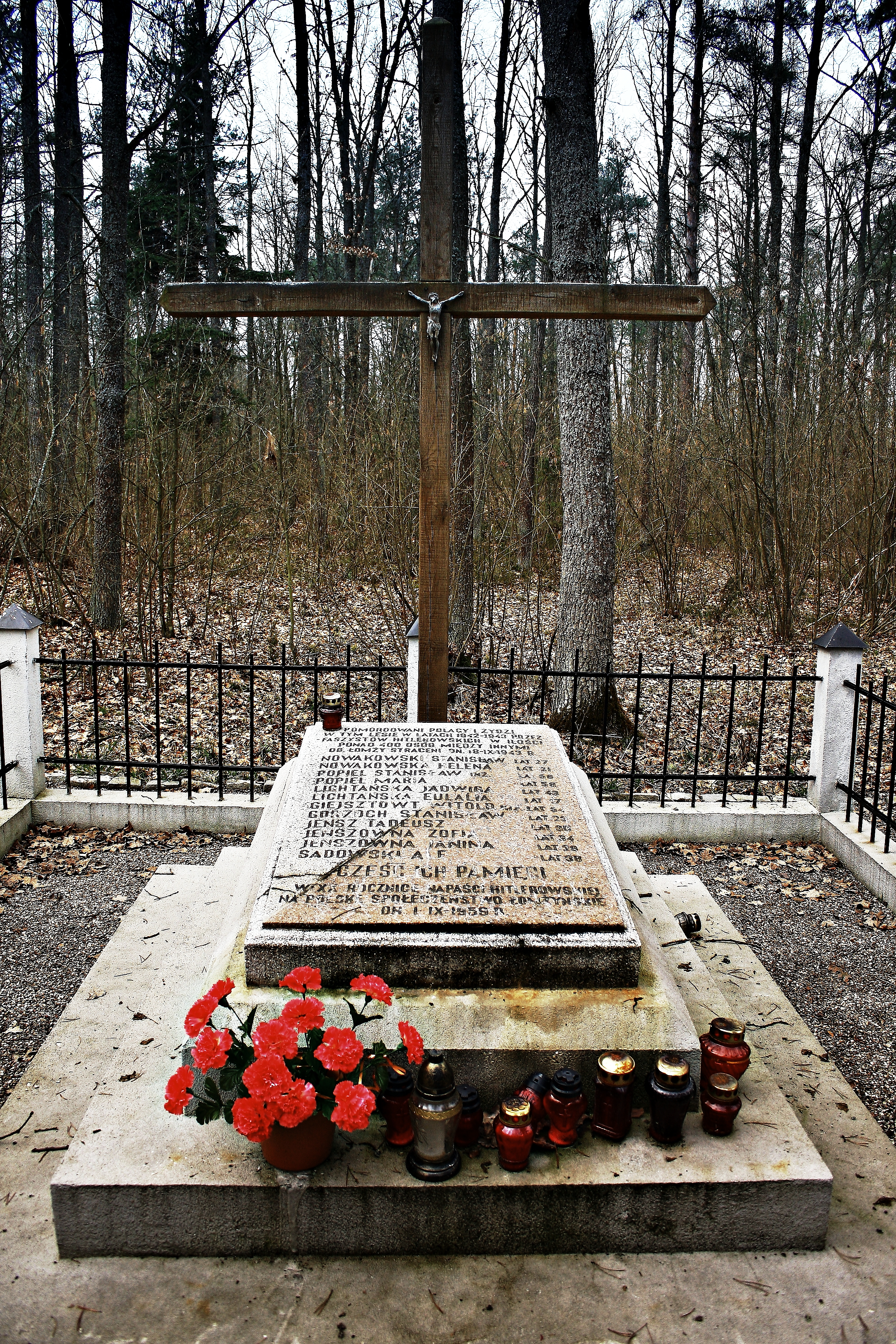
Gedenkstätte im Wald bei Pniewo

Die Landgemeinde (Gmina) umfasst die Stadt Łomża im Westen, Süden und Osten. Sie bildet die Mitte des Powiats Łomża.

### Gemeindegliederung

#### Schulzenämter
Andrzejki
Bacze Suche
Boguszyce
Bożenica
Chojny Młode
Czaplice
Dłużniewo
Gać
Giełczyn
Grzymały Szczepankowskie
Janowo
Jarnuty
Jednaczewo
Kisiołki
Konarzyce
Koty
Lutostań
Łochtynowo
Mikołajki
Milewo
Modzele-Skudosze
Modzele-Wypychy
Nowe Kupiski
Nowe Wyrzyki
Pniewo
Podgórze
Puchały
Rybno
Siemień Nadrzeczny
Siemień-Rowy
Sierzputy Młode
Stara Łomża nad Rzeką
Stara Łomża przy Szosie
Stare Chojny
Stare Kupiski
Stare Modzele
Stare Sierzputy
Wygoda
Zawady
Zosin

#### Ortschaften ohne Schulzenamt
Bacze-Lipnik
Mikołajew
Rubinówka

## Geschichte
Im Zuge der 3. Teilung Polens kam die Region 1795 an Preußen. 1807 wurde sie Teil des von Napoleon installierten Herzogtums Warschau und 1815 Teil des zum Zarenreich gehörenden Kongresspolen. 1917 von Deutschen besetzt und 1919/1920 im Polnisch-Sowjetischen Krieg umkämpft, wurde das Gebiet Teil der Zweiten Polnischen Republik.
Im Zweiten Weltkrieg wurde die Region 1939 von der Sowjetunion und 1941 bis 1944 von der Wehrmacht besetzt. Im Wald bei Pniewo wurden 1941–1943 von Deutschen Juden und Polen erschossen. Bis zu 400 Personen sollen in den Massengräbern liegen.
Von 1975 bis 1998 gehörte die Landgemeinde zur Woiwodschaft Łomża.

## Gedenkstätten
- Gedenkstätte im Wald bei Pniewo